# Iglesia de San Ignacio (Tunja)
La Iglesia de San Ignacio es un templo situado en el  centro histórico de la ciudad de Tunja en Colombia, iniciado en 1620 por la compañía de Jesús, establecida en la ciudad desde 1610.

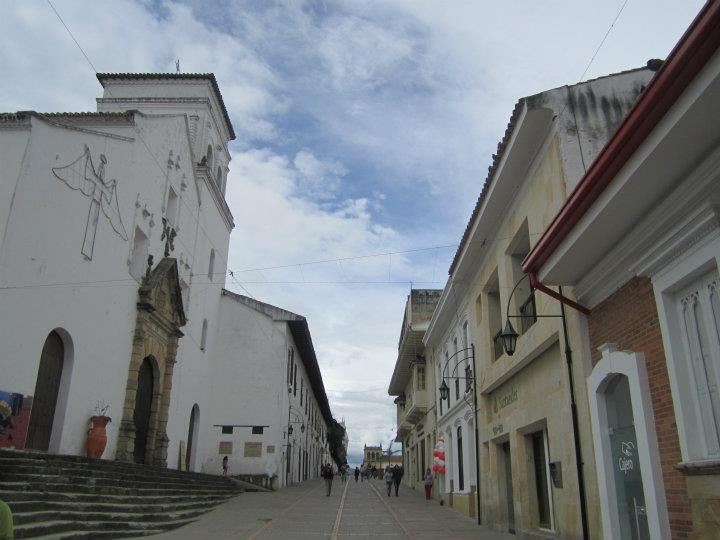
Parte frontal de la iglesia situada sobre la carrera décima

## Historia

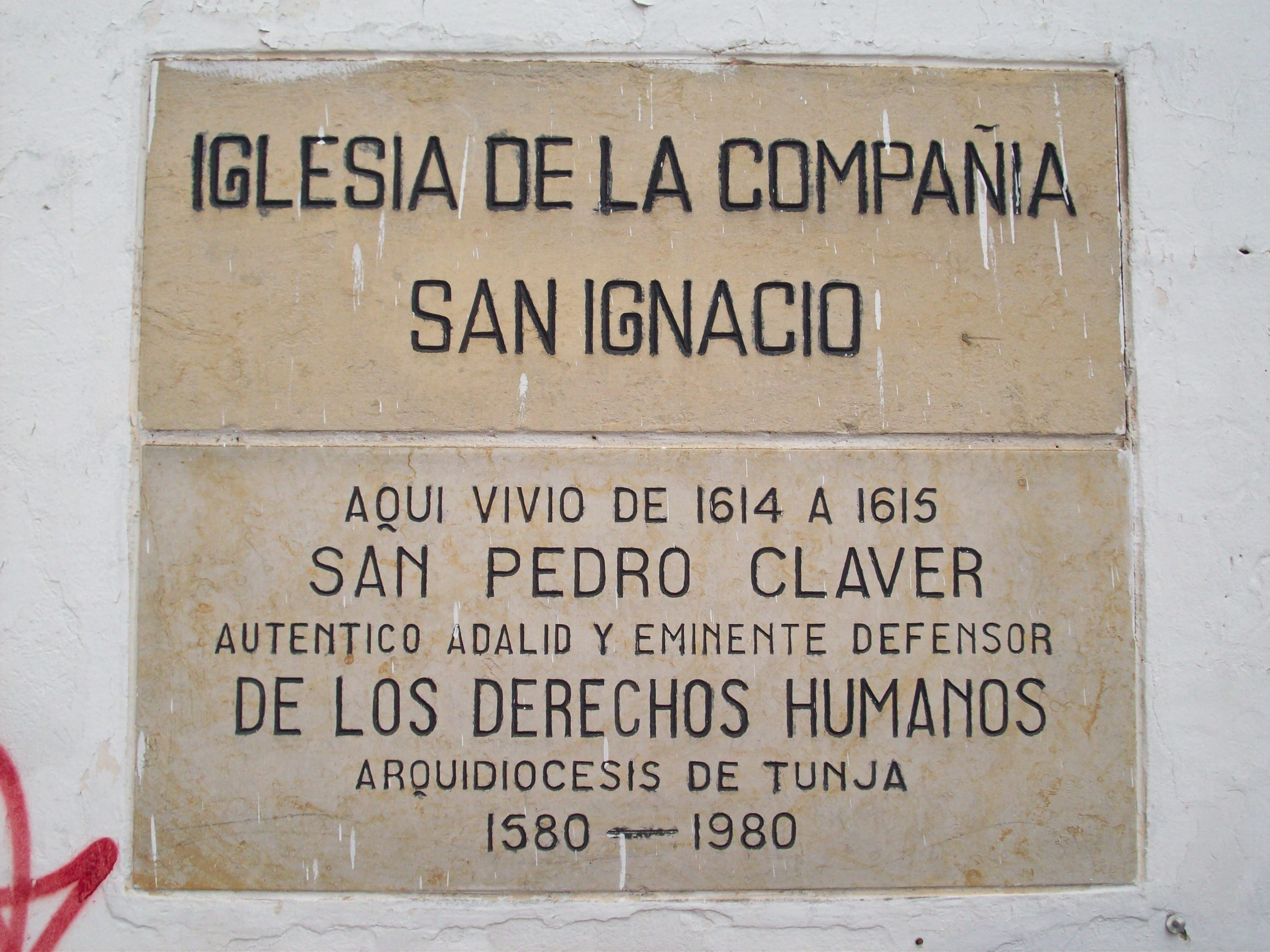
Placa conmemorativa a San Pedro Claver (1614)

La imaginería de la iglesia llegó en 1640, incluía los Mártires de Japón, San Francisco Javier, San Carlos Borromeo, esculturas que han desaparecido.
El diseño original de la obra está inspirado en el modelo tradicional de los templos jesuísticos constituido por una amplia nave y un presbiterio. El tabernáculo es diseñado por tunjanos hacia 1650. 
La torre de la iglesia fue por error modificada en 1905, siendo enmascarada dentro del conjunto arquitectónico moderno.

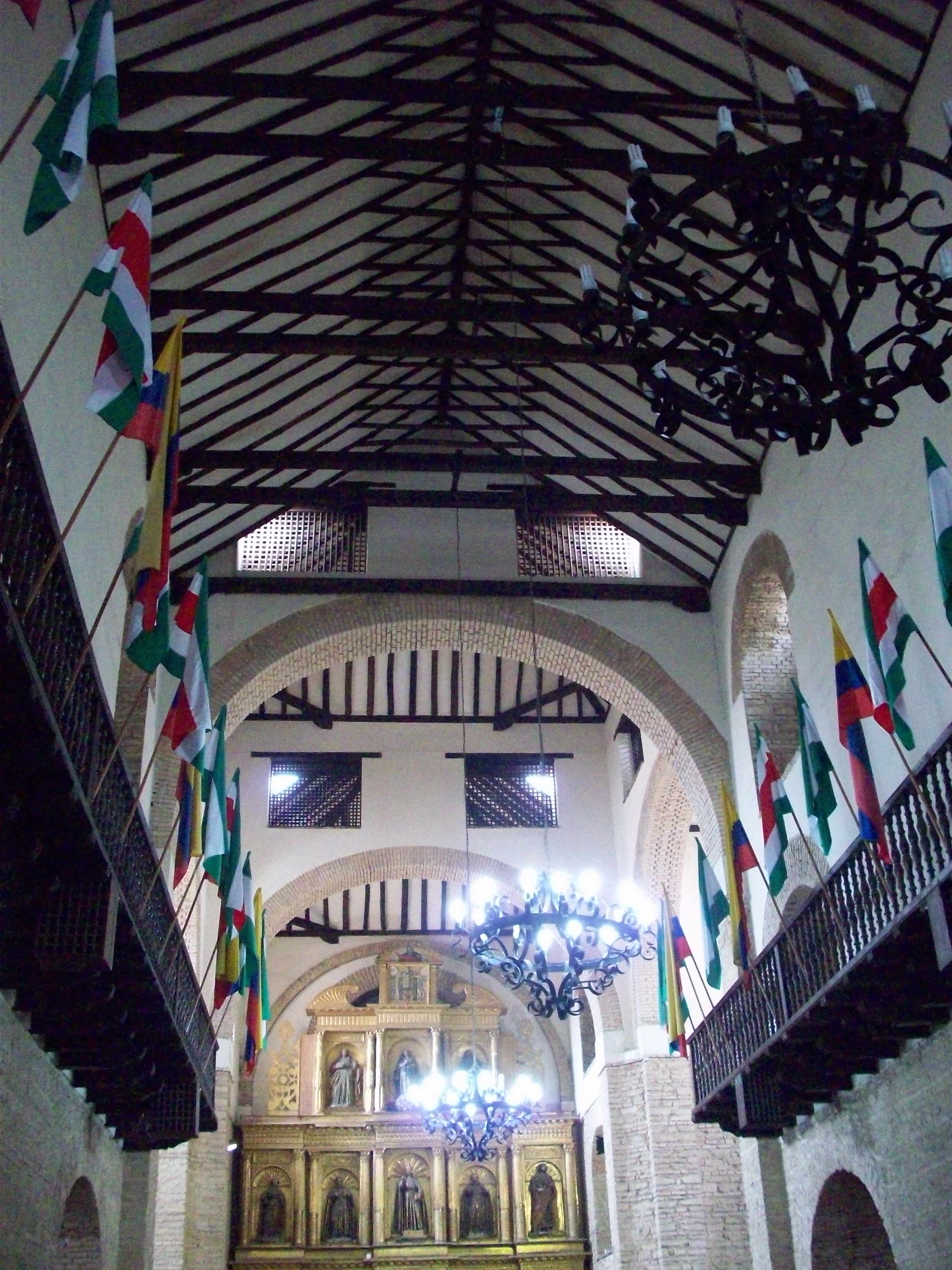
Altar y balcones de la Iglesia de San Ignacio, escenario del Festival Internacional de la Cultura

## Principales atractivos
La talla policromada del Cristo Crucificado que data de 1616, la estatua de San Antonio - en madera policromada y ejecutada en el siglo XVII - y el retablo del nazareno, fue construido en 1557 y presenta uno de los óleos más grandes de la ciudad.